# Латентна змінна
У статистиці лате́нтні змі́нні (дієприкметник теперішнього часу від лат. lateo («ховатися»), на противагу до спостережуваних змінних) — це змінні, які не спостерігаються безпосередньо, а швидше виводяться (з допомогою математичної моделі) зі спостережуваних змінних, які спостерігаються (вимірюються безпосередньо). Математичні моделі, призначені пояснювати спостережувані змінні в термінах латентних, називаються моделями з латентними змінними. Моделі з латентними змінними застосовуються в багатьох дисциплінах, в тому числі в психології, економіці, медицині, фізиці, машинному навчанні/штучному інтелекті, біоінформатиці, обробці природної мови, економетриці, менеджменті й соціальних науках.
Іноді латентні змінні відповідають аспектам фізичної реальності, вимірювати які можливо в принципі, але не можна з практичних міркувань. В цій ситуації зазвичай застосовується термін прихо́вані змі́нні (що відображає той факт, що ці змінні «дійсно є», але вони приховані). В інших випадках латентні змінні відповідають абстрактним поняттям, таким як категорії, поведінкові або психічні стани, або структури даних. В таких ситуаціях можуть застосовуватися терміни гіпотети́чні змі́нні або гіпотети́чні побудо́ви.
Однією з переваг застосування латентних змінних є те, що їх вико ристовують для зниження розмірності даних. Велике число спостережуваних змінних може бути об'єднано в модель для представлення базової концепції, що полегшує розуміння даних. У цьому сенсі вони виконують функцію, схожу на функцію наукових теорій. У той же час латентні змінні з'єднують спостережувані («суб-символьні») дані в реальному світі з символьними даними в модельованому світі.
Латентні змінні, як створені факторно-аналітичними методами, як правило, являють собою «спільну» дисперсію, або ступінь, до якого змінні «рухаються» разом. Змінні, які не мають жодної кореляції, не можуть привести до латентної побудови, яка ґрунтується на загальній факторній моделі.

## Приклади латентних змінних

### Економіка
Приклади латентних змінних з області економіки включають якість життя, ділову впевненість, моральний стан, щастя і консерватизм: всі вони є змінними, які неможливо виміряти безпосередньо. Але при зв'язуванні цих латентних змінних з іншими, спостережуваними змінними, значення латентних змінних може бути виведено з вимірювань змінних спостережуваних. Якість життя є латентною змінною, яку не може бути виміряно безпосередньо, тому для виведення якості життя використовуються спостережувані змінні. Спостережувані змінні для оцінки якості життя включають добробут, зайнятість, навколишнє середовище, фізичне і психічне здоров'я, освіту, відпочинок і дозвілля, і соціальну приналежність.

### Психологія
- «Велику п'ятірку рис особистості» було виведено з допомогою факторного аналізу.
- екстраверсія[3]
- просторові здібності[3]
- мудрість «Два з найважливіших засобів оцінки мудрості включають пов'язану з мудрістю діяльність, і вимірювання латентної змінної.»[4]
- g Спірмена, або коефіцієнт загального інтелекту в психометрії[5]

## Поширені методи виведення латентних змінних
- Приховані марковські моделі
- Факторний аналіз
- Аналіз головних компонент
- Латентно-семантичний та ймовірнісний латентно-семантичний аналіз[en]
- Алгоритми очікування-максимізації

### Баєсові алгоритми та методи
Для виведення латентних змінних часто використовується баєсова статистика.
- Латентне розміщення Діріхле[en]
- Для забезпечення апріорного розподілу призначення об'єктів до категорій часто використовують процес китайського ресторану[en].
- Для забезпечення апріорного розподілу призначень об'єктам латентних двійкових ознак часто використовують процес індійського буфету[en].